# سرخرگ رانی
سرخرگ رانی  یا شریان فمورال (به انگلیسی: Femoral artery) شریان بزرگی است که در هرطرف از ادامه‌ی شریان ایلیاک خارجی تشکیل می‌شود. سرخرگ رانی خون اندام تحتانی را تأمین می‌کند. نبض شریانی در ناحیه‌ی فمورال (کشاله‌ی ران) اغلب پسودنی (قابل لمس) است.

## شاخه‌ها
این شریان در بالای ران به دو بخش تقسیم می‌شود: 
شریان رانی عمقی (Deep femoral artery) که به عمق ران رفته و تغذیه‌ی عضلات و استخوان ران را بر عهده دارد.
شریان رانی سطحی (Superficial femoral artery) یا شریان زیرسارتریال(subsartorial artery) که در قسمت سطحی ران به سمت پایین تا پشت زانو آمده و در آنجا سرخرگ پشت‌زانویی را تشکیل می‌دهد. وظیفه‌ی اصلی این شریان خونرسانی به زانو و پایینتر از آن است.
هربخش خود به چندین شاخه تقسیم می‌شود، همچو شاخه‌های شریان فمورال سیرکومفلکس خارجی که از شریان رانی عمقی و شاخه‌های ژنیکولر و سورال که از شریان رانی سطحی هستند.

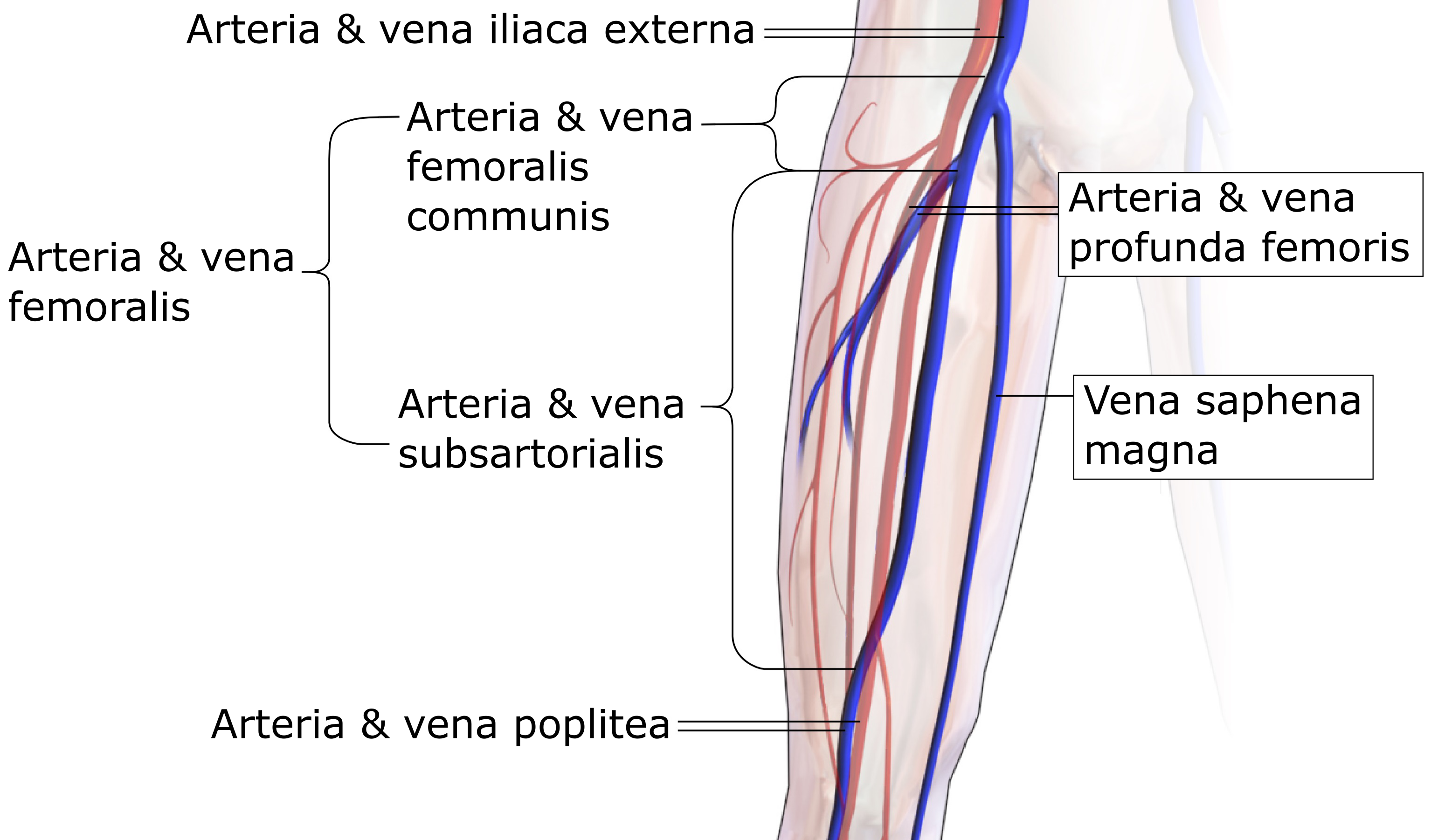
بخش ها.